# Caitasika
Caitasika (sanskrit, pâli cetasika), « facteurs mentaux concomitants », « choses mentales » .
Cette notion du bouddhisme correspond aux facteurs associés aux consciences, vijñānas ; de même que ces consciences peuvent être karmiquement bénéfiques, nuisibles ou neutres, ces facteurs mentaux sont étudiés selon ces catégories.
Ces enseignements proviennent des abhidharmas ; on peut distinguer deux classifications selon les écoles bouddhiques.

## 51 facteurs
Les abhidharmas du sarvāstivādin, du sautrāntika et du mahāyāna considèrent cinquante et un facteurs mentaux, rangés en six groupes.
Quatre facteurs peuvent devenir neutres, vertueux ou nuisibles et sont donc changeants, aniyaka :
- Sommeil ;
- Regret ;
- Conceptualisation ;
- Analyse.

### Neutres
Cinq facteurs sont associés à tout état d'être et sont omniprésents, sarvatraga :
- Sensation, vedanā ;
- Perception, saṃjñā ;
- Volition, cetana ;
- Contact, sparśa ;
- Attention mentale, manasikara.

Cinq facteurs conditionnent la relation esprit-objet, ils sont visayaniyata :
- Aspiration, Chanda ;
- Fermeté, Adhimoksha ;
- Mémoire, Smṛti ;
- Concentration, Samādhi ;
- Discernement, Prajñā.

### Vertueux
Onze facteurs sont toujours vertueux, kusala :
- Confiance ;
- Honte ;
- Considération d'autrui ;
- Absence d'attachement ;
- Absence de haine ;
- Absence de confusion ;
- Effort ;
- Souplesse ;
- Diligence ;
- Impartialité ;
- Non-violence.

### Passions
Six passions sont plus fondamentales, mulaklesa :
- Attachement ;
- Colère ;
- Orgueil ;
- Ignorance ;
- Doute ;
- Opinions.

Vingt passions sont secondaires, upaklesa :
- Agressivité ;
- Ressentiment ;
- Hypocrisie ;
- Malveillance ;
- Jalousie ;
- Avarice ;
- Duperie ;
- Dissimulation ;
- Suffisance ;
- Violence ;
- Absence de honte ;
- Absence de respect ;
- Inertie ;
- Excitation ;
- Absence de foi ;
- Paresse ;
- Négligence ;
- Oubli ;
- Inattention ;
- Distraction.

## 52 facteurs
l'Abhidhamma du bouddhisme theravāda considère cinquante-deux facteurs mentaux, rangés en trois groupes principaux, selon les effets karmiques.
Pour bien comprendre ce classement, il est nécessaire de connaitre au préalable les cinq agrégats (khandas) qui composent la personnalité et d'observer leur dynamique de fonctionnement. La mise en relation entre un objet et votre personne commence par un contact physique impliquant votre corps (rupa), puis une sensation, puis une perception, puis une volition et ensuite une conscience (vinnana) . Les cinq khandas participent à l'expérience, le tout en un instant .
Le point de départ est rupa, le 1er khanda et le point d'arrivée est vinnana, le 5e. Cetasika, qui consiste en 52 facteurs concomitants, désigne les chainons intermédiaires : vedana, le 2e khanda, sanna, le 3e et sankhara, le 4e.
La sensation et la perception sont toujours neutres. Elles n'ont pas d'effet karmique. La volition ou intention (cetana) est neutre seule mais associée à un second facteur, elle devient positive ou négative. Par exemple cetana + adosa, l'intention de faire du bien à autrui, prend une couleur karmique bénéfique. Au contraire, cetana + dosa, l'intention de faire du mal à autrui, prend une couleur karmique nuisible.

### Neutres ( annasamana )
13 facteurs neutres voient leur tonalité karmique dépendre de leur association à tel ou tel état d'esprit, vijñāna. Ces facteurs neutres se répartissent en deux sous-groupes.
Les sept facteurs suivants sont associés à tout état d'être ; ils sont dits facteurs toujours présents, sabba-citta-sadharana :
- Contact, sparśa ;
- Sensation, vedanā ;
- Perception, sannā ;
- Volition, cetana ;
- Attention mentale, manasikara ;
- Vitalité, jivita ;
- Unité d'esprit, ekaggata.

Et les six facteurs occasionnels ou particuliers, pakinnaka :
- Attention initiale, vitarka ;
- Attention soutenue, vicara ;
- Détermination, adhimokkha ;
- Effort, viriya ;
- Joie, piti ;
- Volonté, chanda.

### Bénéfiques (sobhana)
25 facteurs sains associés aux consciences bénéfiques, appelés kalayanajatika :
- Confiance, saddha ;
- Vigilance ou esprit attentif, sati ;
- Conscience morale, hiri ;
- Conscience sociale, ottapa ;
- Absence d'avidité, alobha ;
- Absence de haine, adosa ;
- Égalité mentale, tatramajjhattata ;
- Sérénité de l'esprit, cittapassadhi ;
- Sérénité des états mentaux, ou sérénité des propriétés de l'esprit, kayapassadhi ;
- Agilité ou légèreté de l'esprit, cittalahuta ;
- Agilité ou légèreté des états mentaux, kayalahuta ;
- Souplesse de l'esprit, cittamuduta ;
- Souplesse des états mentaux, kayamuduta ;
- Vivacité de l'esprit, cittakammanata ;
- Vivacité des états mentaux, kayakammanata ;
- Habileté de l'esprit, cittapagunnata ;
- Habileté des états mentaux, kayapagunnata ;
- Rectitude de l'esprit, cittujukata ;
- Rectitude des états mentaux, kayujukata ;
- Parole juste, samma vaca ;
- Action juste, samma kammanta ;
- Mode de vie juste, samma ajiva ;
- Compassion ou pitié, karuna ;
- Joie sympathique, mudita ;
- Sagesse, connaissance transcendante, pannindriya.

### Nuisibles (akusala)
14 facteurs malsains associés aux consciences nuisibles, appelés papajatika :
- Avidité, lobha
- Haine, dosa
- Stupidité, ignorance, moha
- Opinion fausse ou erreur, micchaditthi
- Orgueil, mana
- Envie, issa
- Avarice, macchariya
- Chagrin, kukkucca
- Absence de conscience morale ou cynisme, ahirika
- Absence de conscience sociale ou insouciance, anottappa
- Distraction, uddhacca
- Paresse, thina
- Torpeur, middha
- Perplexité, scepticisme, vicikiccha